# William Grut
William Oscar Guernsey "Wille" Grut (født 17. september 1914 i Stockholm, død 20. november 2012) var en svensk oberst, svømmer og moderne femkæmper. Ved OL i London 1948, vandt han olympisk guld i moderne femkamp. For dette blev han tildelt Svenska Dagbladets guldmedalje 1948.
William Grut var søn af den dansk/svenske arkitekt Torben Andreas Grut og  Margit Torsell, datter af operasanger Olefine Moe fra Norge. William Grut var 1939 -1963 gift med Agneta Gyllenstierna, der var medlem af det svenske landshold i ridning og fægtning. Han blev derefter gift med Susanne Lelbach fra Ungarn. Han havde rang af oberstløjtnant, men blev i 1960 betragtet som en sikkerhedsrisiko på grund af ægteskabet med en ungarsk kvinde og fik ikke lov at fortsætte i det svenske militær.